# Uwe Krüger
Uwe Krüger (* 15. Mai 1978 in Leipzig) ist ein deutscher Medienwissenschaftler und Journalist. Schwerpunkt seiner Forschung ist die Unabhängigkeit der Medien. Bekannt wurde er durch sein Dissertation Meinungsmacht. Der Einfluss von Eliten auf Leitmedien und Alpha-Journalisten – eine kritische Netzwerkanalyse (2013).

## Leben
Krüger wuchs in Borsdorf (Sachsen) und in Bergen auf Rügen auf. Nach dem Zivildienst studierte er von 1998 bis 2006 Journalistik und Politikwissenschaft in Leipzig. Dabei hielt er sich zeitweise zu Studien- und Forschungszwecken in Rostow am Don (Russland) auf. 2003/04 absolvierte er ein Volontariat bei der Leipziger Volkszeitung. Von 2007 bis 2010 war er wissenschaftlicher Mitarbeiter am Institut für Praktische Journalismusforschung in Leipzig (IPJ) und Redakteur des Fachmagazins für Journalismus Message.
In der Medienzeitschrift Message im Beitrag Alpha-Journalisten embedded? stellte er 2007 die Berichterstattung über die Bilderberg-Konferenzen infrage, da den teilnehmenden Journalisten die Unabhängigkeit und damit die kritische Distanz verloren zu gehen drohten.
Er hielt Vorträge bei nationalen und internationalen Fachkonferenzen, u. a. der European Communication Research and Education Association (ECREA), der Deutschen Gesellschaft für Publizistik- und Kommunikationswissenschaft (DGPuK) und des Netzwerks Recherche. Er war Mitarbeiter bei der Monographie Der Info-Kompass zur Orientierung für den kompetenten Umgang mit Informationen der Landesanstalt für Medien Nordrhein-Westfalen (2012).
Krüger arbeitete als freier Journalist und PR-Texter. Im Oktober 2012 trat er eine Stelle als wissenschaftlicher Mitarbeiter am Institut für Kommunikations- und Medienwissenschaft der Universität Leipzig an. 2013 schloss er seine von Michael Haller betreute Dissertation Meinungsmacht ab.
Seine Forschungsschwerpunkte sind Journalistische Ethik, Journalismus und PR, Journalismus und Social Media, Schwerpunkte in der Lehre sind methodisches Recherchieren und der Printbereich.

## Publikationen

### Meinungsmacht, 2013

#### Frühere wissenschaftliche und journalistische Behandlung der Thematik
Krüger nimmt in seiner 2013 veröffentlichten Dissertation Bezug auf die frühere wissenschaftliche und journalistische Behandlung der Thematik, er grenzt sich dabei gegen eher marxistisch orientierte Forschungsansätze ab, weil seine Thesen empirisch überprüft werden sollen.
Das Ergebnis der Untersuchungen Krügers kann im Sinne einer „Refeudalisierung“ der Strukturen politischer Öffentlichkeit und damit im Rahmen einer „Privatisierung der Macht“ interpretiert werden, bei der Funktionen der Öffentlichkeit nicht mehr von dieser, sondern von Privatpersonen oder privaten Einrichtungen übernommen werden.
Krüger bezieht sich auf Lutz Hachmeisters These, dass sich bei Politik, Wirtschaft und Leitmedien eine „geschlossene Gesellschaft“ herausgebildet hätte. Er schließt sich auch Peter Ludes an, der meinte, dass Journalisten als „Mitwisser“ der politischen Beratungsstelle und Entscheidungssphäre auf Kritik gegenüber bestimmten Politikern verzichten, um ihr Privileg und den Konkurrenzvorteil ihres Zugangs zu diesen Politikern nicht zu gefährden. Umgekehrt bauen auch Politiker ihren Einfluss auf Medien durch diese Privilegierung aus.
Krüger verweist auf die Übereinstimmung seiner Theorie mit konkreten Schilderungen erfahrener Journalisten aus ihrer Berufspraxis: Hans Leyendecker spricht von „komplizenhaften Verstrickungen“. Hans-Ulrich Jörges kritisiert die Perversion des Berufs des Journalisten durch „persönliche Versippung mit der Politik“, die Vermischung von Journalismus mit Politikberatung und sieht besonders im Schreiben von Politikerbiografien Gefahren der Verquickung von Politik und Journalismus aufgrund der Vertrauensstellung des Journalisten. Gerhard Hofmanns Die Verschwörung der Journaille zu Berlin arbeitet die Verwobenheit von Politik und Journalismus detailliert an einem Beispiel heraus, die von ihm wahrgenommene Allianz führender Journalisten gegen Bundeskanzler Gerhard Schröder im Sommer 2005.

#### Forschungsansatz, Thesen und Ergebnisse der Untersuchung Krügers
Im Hauptteil seiner Dissertation zum Einfluss der Eliten auf deutsche Journalisten und Medien entwickelt Krüger ein theoretisches Modell, das Medienverhalten mit Hilfe von Pressure Groups und sozialen Netzwerken erklärt und vorhersagt, dass Leitmedien zwar mehr oder weniger den laufenden Diskurs der Eliten reflektieren, aber dessen Grenzen nicht überschreiten und dessen Prämissen nicht kritisch hinterfragen.
Ausgangsthese Krügers ist „dass eine konsensuell geeinte Elite in wichtigen Fragen (Krieg und Frieden, makroökonomische Ordnung) gegen die Interessen eines Großteils der Bevölkerung regieren kann und dass journalistische Eliten zu stark in das Elitenmilieu eingebunden sein könnten, um noch als Anwälte des öffentlichen Interesses kritisch-kontrollierend zu wirken.“
Im empirischen Teil fokussiert seine soziale Netzwerkanalyse zunächst auf die soziale Umgebung von 219 leitenden Redakteuren deutscher Leitmedien. Jeder Dritte unterhielt informelle Kontakte mit Politik- und Wirtschaftseliten; bei vier Außenpolitik-Journalisten, Stefan Kornelius, Klaus-Dieter Frankenberger, Michael Stürmer und Josef Joffe finden sich laut Krüger dichte Netzwerke im US- und NATO-affinen Elitenmilieu. Weitere Journalisten, die schwerpunktmäßig dargestellt werden, sind Kai Diekmann (Bild), Peter Frey, Claus Kleber (ZDF) und Matthias Naß (Die Zeit).
In einer anschließenden Frame-Analyse untersucht Krüger, inwieweit der Output dieser vier Journalisten in den umstrittenen Fragen der Definition von Sicherheit (erweiterter Sicherheitsbegriff) und Afghanistan-Einsatz der Bundeswehr auf der Linie der ermittelten Bezugsgruppen liegt. Abschließend werden die Berichte über die Münchner Sicherheitskonferenz und deren Gegner in fünf Tageszeitungen inhaltsanalytisch untersucht. Sie kommt zu dem Schluss, dass die Eliten-nahen Leitmedien FAZ, Die Welt und Süddeutsche Zeitung den auf der Sicherheitskonferenz laufenden Elitendiskurs ausführlich abbilden, dabei aber die Proteste und die Gegenveranstaltung zur Münchner Friedenskonferenz marginalisieren und delegitimieren.

„Als hoch problematisch erscheinen erstens die direkten Verbindungen zur Wirtschaft, genauer die Beratertätigkeit von Chefredakteuren und Herausgebern für gewinnorientierte Konzerne: Josef Joffe (Zeit) als Beirat der HypoVereinsbank sowie Stefan Aust (Spiegel) und Helmut Markwort (Focus) als Beiräte der Deutschen Telekom AG.
Zweitens muss die Einbindung von Journalisten in eine Organisation der Bundesregierung kritisch gesehen werden, namentlich Klaus-Dieter Frankenberger (FAZ), Stefan Kornelius (SZ) und Peter Frey (ZDF) als Beiräte der Bundesakademie für Sicherheitspolitik, eines Think Tanks im Geschäftsbereich des Bundesverteidigungsministeriums.
Der Beirat berät laut Akademie-Satzung das Kuratorium, das wiederum aus der Bundeskanzlerin sowie den Bundesministern der Verteidigung, des Inneren, des Auswärtigen, der Finanzen, der Justiz, für Wirtschaft und für Entwicklungshilfe besteht. Die drei Journalisten verpflichteten sich somit, jene Bundesregierung zu beraten, die sie doch eigentlich als Anwälte der Öffentlichkeit kritisieren und kontrollieren sollen. (S. 148)“

#### Rezeption und Kritik

##### Rezensionen
In dem kommunikations- und medienwissenschaftlichen Lehrbuch Qualitative Forschung in der Kommunikationswissenschaft wird Krügers Studie als ein „Meilenstein“ bezeichnet, welche den Diskurs über Medienqualität in Deutschland entscheidend verändert habe.
Die Annotierte Bibliografie der Politikwissenschaft befindet, dass Krügers Analyse des fragwürdigen Umgangs mit der Meinungsmacht zu selten Gegenstand methodisch fundierter wissenschaftlicher Analysen sei. Sie sei, jenseits von Verschwörungstheorien, ein bemerkenswerter Beitrag zu einer offenen und sachlichen Diskussion über die Unabhängigkeit von Journalisten.
In der Rezension der FAZ bemängelt Boris Holzer, dass die Kausalität der Vereinnahmung von Journalisten durch Elitennetzwerke nicht eindeutig nachweisbar sei.
Peter Zudeick von der Süddeutschen Zeitung bestätigt, dass Medien zur „Selbstgleichschaltung“ neigen, interpretiert dies aber nicht als Beeinflussung, sondern als selbständige Entscheidung der Journalisten.
Christoph Neuberger warf der Studie mangelnde Wissenschaftlichkeit vor. Nähe zu Institutionen sei ohne Grund und mit selektiver Auswahl geeigneter Zitate als Vereinnahmung interpretiert worden. Krüger betreibe selbst „Meinungsmache“, da er Position beziehe statt vorurteilslos zu forschen.
Krüger wies die Argumente Neubergers in einer Gegendarstellung zurück. Er würde in der Studie darauf hinwiesen, „dass zwischen persönlicher Nähe zu Eliten und Eliten-nahen Meinungen keine simple Kausalität anzunehmen ist“. Zudem habe er die Zitate ausgewählt, weil er in ihnen Hinweise auf Propaganda, nach der Definition des allgemein anerkannten Sozialwissenschaftlers Thymian Bussemer,
gefunden habe. Er habe dies auch erläutert.

##### Satirische Verwertung und Unterlassungsklage gegen „Die Anstalt“
Krügers Konzept der Vernetzung von Alpha-Journalisten mit Thinktanks und politischen Eliten wurde am 29. April 2014 von der Satiresendung „Die Anstalt“ zur Kritik an der aus Sicht der Satiresendung einseitigen Berichterstattung deutscher Qualitätsmedien über die Ukraine-Krise eingesetzt. Auf die Darstellung seiner Rolle reagierte Josef Joffe mit einem Unterlassungsantrag an das ZDF. Nach einem Klageweg durch mehrere Instanzen scheiterte die Unterlassungsklage gegen das ZDF am 10. Januar 2017 endgültig vor dem Bundesgerichtshof.

##### Weitere Reaktionen
In einem Interview mit dem ZAPP-Autor Daniel Bröckerhoff (NDR) vom 14. Mai 2014 räumte Stefan Kornelius nicht näher erläuterte Fehler und einen allgemeinen Mangel an Transparenz ein, verteidigte aber seine Mitgliedschaften in Institutionen, da dies zu seinem „Geschäft als Journalist“ gehöre. Er bilde sich seine Meinung eigenständig und vertrete nicht die Meinungen dieser Institutionen. Für die journalistische Mitwirkung in politischen Institutionen zog er die Grenze bei der Politikberatung. Er kritisierte die überzogene und im Ton unangemessene Auseinandersetzung mit ihm und den Leitmedien im Ganzen. Eine besondere Rolle in der Kritik an den Leitmedien wies er der Forschungsarbeit Krügers zu. Krügers These, der Einfluss von Eliten bestimme die journalistische Arbeit von Leitmedien und Alpha-Journalisten, wies er als unbegründet zurück.

### Mainstream. Warum wir den Medien nicht mehr trauen
In seiner Publikation Mainstream. Warum wir den Medien nicht mehr trauen aus dem Jahr 2016 versucht Krüger die seiner Darstellung nach entscheidenden Ursachen für den durch Meinungsumfragen belegten Vertrauensverlust weiter Bevölkerungskreise in die „Mainstream-Medien“ herauszuarbeiten. Deutlich geworden sei dieser Vertrauensverlust seiner Auffassung nach während der Ukraine-Krise. Vielen Rezipienten sei eine Einseitigkeit und Homogenität der Berichterstattung aufgefallen. Auf die Kritik auch namhafter Persönlichkeiten aus Politik und Publizistik hätten die Medien hauptsächlich mit Abwehr und Diffamierung reagiert und so die Vertrauenskrise noch verstärkt. Selbsterklärtes Ziel Krügers ist, den Medien, mit Empathie für beide Seiten, die Außensicht der Rezipienten und den Medienkritikern die Arbeitsprozesse in der Medienwelt verständlich zu machen. Dabei versucht er das „Rätsel“ zu lösen, „wie in einer freiheitlichen und pluralistischen Demokratie medialer Gleichklang zustande kommen kann.“ Krüger stellt dabei die Sozialisations- und Arbeitsbedingungen von Journalisten, die informellen kommunikativen Prozesse innerhalb der Medien wie die Abhängigkeiten und Einflüsse zwischen Medien, Gesellschaft und Politik „auf einer öffentlich nicht sichtbaren politisch-medialen Hinterbühne“ dar.
Peter Praschl gibt Krüger in der Welt zwar in vielen Punkten recht, wenn dieser dem Journalismus vorrechnet, „dass er längst nicht so glaubwürdig ist, wie er sein sollte und zu sein glaubt […]. Journalisten sind tatsächlich häufig parteilich, zu nahe an den Mächtigen, selektiv in ihrer Auswahl der Themen, von ihren eigenen Überzeugungen getrieben und aus homogenen Milieus (Mittelschicht mit Uni-Abschluss) rekrutiert.“ Praschl meint aber, dass der Journalismus wenig "davon hätte, beschlösse er, so zu werden, dass seine Kundschaft ihn wieder für vertrauenswürdig, ausgewogen, grundsolide und dennoch nicht für langweilig hielte. Ihr ist Glaubwürdigkeit nämlich gar nicht so wichtig, wie sie selbst denkt und in Umfragen äußert." Bei der "Kundschaft" komme die Medienkrise daher gar nicht an.

## Veröffentlichungen

### Bücher
- Gekaufte Presse in Russland. Politische und wirtschaftliche Schleichwerbung am Beispiel der Medien in Rostov-na-Donu. LIT (Reihe Medien & Politik), Münster 2006, ISBN 3-8258-9679-X (eingeschränkte Vorschau in der Google-Buchsuche).
- Meinungsmacht. Der Einfluss von Eliten auf Leitmedien und Alpha-Journalisten – eine kritische Netzwerkanalyse. Herbert von Halem Verlag (Reihe des Instituts für Praktische Journalismus- und Kommunikationsforschung), Köln 2013, ISBN 978-3-86962-070-1.
- Mainstream. Warum wir den Medien nicht mehr trauen. C.H. Beck, München 2016 (2. Auflage). ISBN 978-3-406-68851-5.

### Schriften (Auswahl)
- Nicht das Gesicht verlieren. Worin sehen russische Lokaljournalisten die wichtigsten Aufgaben der Presse? Eine Umfrage ermöglicht erstmals einen Vergleich des Berufs- und Rollenselbstverständnisses mit dem Westen. In: Message, Heft 1/2003, S. 88–93.
- Die Gesetze der Seifenoper. Die Medien und die Entführungsopfer Natascha Kampusch und Susanne Osthoff. In: Christian Schertz, Thomas Schuler (Hrsg.): Rufmord und Medienopfer. Die Verletzung der persönlichen Ehre. Verlag Ch. Links, Berlin 2007, S. 216–228.
- Das Wettrennen im Hamsterrad. Paradoxien und Gefahren des medialen Beschleunigungstrips. In: Zeitschrift für Kommunikationsökologie und Medienethik, Heft 1/2009, S. 156–160; netzwerk-medienethik.de (PDF; 3,8 MB).
- Leitmedien und ihre Nähe zu Politik- und Wirtschaftseliten. Theorie, Netzwerke, Fallstudien. Dissertation, Universität Leipzig 2011.
- Die Nähe zur Macht. Eliten – Netzwerke deutscher Journalisten in der Außenpolitik. In: Medien Journal, Heft 2/2012, S. 33–49.
- mit Marcel Machill und Markus Beiler: Das neue Gesicht der Öffentlichkeit. Wie Facebook und andere soziale Netzwerke die Meinungsbildung verändern. (PDF) Landesanstalt für Medien Nordrhein-Westfalen, Düsseldorf 2014.